# Beihan

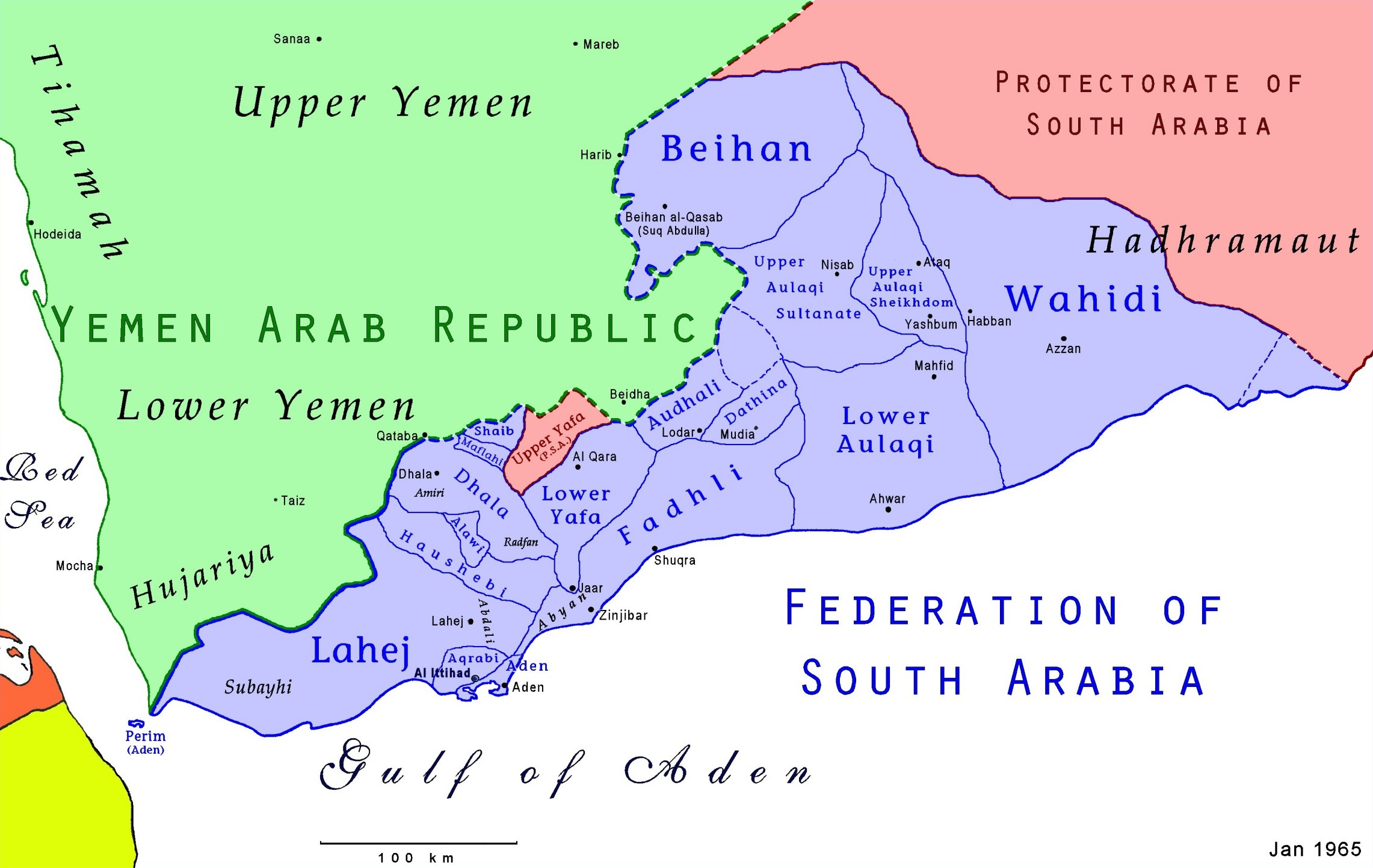
Carte de la Fédération d'Arabie du Sud

Beihan (arabe : بيحان [Bayḥān]), ou Baihan al-Kisab ou Bayhan al Qisab (Suq Abdulla), est une ville et un ancien émirat. La population approche les 100 000 habitants. Beihan possède son propre aéroport (code AITA : BHN).

## Histoire
La petite région a été autrefois l'émirat de Beihan (arabe : إمارة بيحان [Imārat Bayḥān]), un État membre du protectorat d'Aden, et à partir de 1962 de la fédération d'Arabie du Sud.
Le cheikh de la tribu de Masabin, Ahmed Saif, et plus tard, son fils, Abdelqader, (ainsi que leurs ancêtres), ont été les véritables dirigeants de cette région. Cet état de choses a changé pour des raisons liées à la politique britannique en Arabie du sud, qui a conduit à l'assassinat du cheikh Ahmed Saif et son fils Ahmed Saif.
Le Cheikh Hussein a gouverné la région de 1943 à 1967 de manière très ferme. En 1967, l'émirat est aboli et son territoire inclus dans la nouvelle république populaire du Yémen du Sud, fusionnée en 1990 avec son voisin septentrional pour devenir la république du Yémen. Après l'installation d'un régime de type marxiste en Arabie du Sud en 1967, tous les seigneurs locaux ont quitté le pays, principalement pour l'Arabie saoudite, jusqu'en 1994, quand le Parti socialiste yéménite a été défait dans la guerre civile.
La minorité juive a rejoint Israël à partir de 1949. L'artiste israélien Zadok Ben-David y est né en 1949.

### Liste des émirs
Les émirs de Beihan porte le titre d'Amir Bayhan.
- vers 1750-1800 : Sharif al-Husayn ibn Qays al-Hashimi
- vers 1800-1820 : Suqbil ibn al-Husayn Abu al-Qaysi al-Hashimi
- ????-???? : Sharif al-Barak ibn `Abil
- ????-1903 : Sharif Muhsin ibn al-Barak al-`Abili  al-`Abili al-Hashimi
- 1903-1935 : Sharif Ahmad ibn Muhsin al-`Abili  al-`Abili al-Hashimi
- 1935-28 août 1967 : Sharif Salih ibn al-Husayn al-`Abili  al-`Abili al-Hashimi
- 1935-28 août 1967 : Sharif Husain bin Ahmad bin Muhsin al-`Abili  al-`Abili al-Hashimi (régent)

## Économie
La ville est située dans une vallée fertile, traversée par des ruisseaux venant de la montagne au nord, bien reliée à Al Bayda au nord-ouest, à Marib à l'est et à Ataq au sud. On y cultive les dattes, le maïs et le citron. On y pratique aussi l'élevage. 